# 本覚無雙流
本覚無雙流（ほんがくむそうりゅう）とは、捕手術を表芸とする総合武術の流派。肥前国小城郡多久で学ばれていた。

## 歴史
本覚無双流の流祖は、肥前国小城郡多久の靏覚右衛門長関である。二代目は肥前国小城郡多久女山に住んでいた靏市右衛門尉勝久が継いだ。
肥前国多久で学ばれていた捕手の一つである。肥前国では、本覚無双流捕縛・夢想賢心流捕手・新無双柳流・無双柔圓流・天下枝垂流・本覚圓流・鈴鹿本覚流・鈴鹿夢傳流・柳流・無双真和流・無我流などの捕手が学ばれていた。捕手は元々は一つであったが分かれて流派が生じたとされている。
幕末の本覚無双流師家元は副島五郎右衛門豊重である。副島五郎右衛門は深江順暢の部下で健児という身分であった。

## 技法
伝書では本覚無雙流捕縛と書かれおり、内容も捕縛の技術が中心となっていた。
系統によって技の順序と名前に若干の差異がみられる。
流儀の内容は、捕形（体術や棒などを含む）、縄、太刀、極意からなる。
定に他流不誹謗之事という文言があり、他流への誹謗を戒めていた。
捕形
四方取、脇捕、居合、向詰
壁副、張詰、捲手、使者取
乱取、引廻、後捕、書狀渡
對决詰、打込、奏者取、張落
御前取、小太刀取、突手、括棒取
棒詰、行合、追懸、立逢、武者組
喧嘩詰、棒之習
縄
早縄、十文字、高手、舛形
御前縄、検對縄、國渡
真之胸割、草之胸割、芝引
切綱、縄請取渡、囚請取渡 縄請取渡
放囚人請取渡
太刀
打込、流シ、落葉打、突手
十文字、手裏剣、三方搦、水影
指太刀、短刀、二刀
極意
村雲返、木葉隠、霧詰、手裏剱詰
鳴絃詰（銘劔詰）、三鈷詰、熱鉄詰、鞭詰
不動之縄詰、天之下ヶ縄、火水取
捼取、戸出戸入、屋探、屋篭取
忍之火、明松、活、殺
風剱詰、法劔
傳
掟
驕者不久以謀得栄花者終不可遯其過者也
定
他流不可誹謗事
御法度不可背事

## 系譜
幕末の師家元である副島五郎右衛門までの系譜である。
- 靏覚右衛門長關
- 靏市左衛門尉勝久（肥前国小城郡多久女山）
- 副島善吾豊信　　（肥前国小城郡多久西之原）
- 副島彌五右衛門本矩
- 上瀧孫右衛門義房
- 副島五郎右衛門豊重